# Ctenoplusia phoceoides
Ctenoplusia phoceoides là một loài bướm đêm trong họ Noctuidae.